# Cedar Fort
Cedar Fort és una població dels Estats Units a l'estat de Utah. Segons el cens del 2000 tenia 341 habitants.

## Demografia
Segons el cens del 2000, Cedar Fort tenia 341 habitants, 101 habitatges, i 83 famílies. La densitat de població era de 82,8 habitants per km².
Dels 101 habitatges en un 43,6% hi vivien nens de menys de 18 anys, en un 76,2% hi vivien parelles casades, en un 4% dones solteres, i en un 17,8% no eren unitats familiars. En el 16,8% dels habitatges hi vivien persones soles el 10,9% de les quals corresponia a persones de 65 anys o més que vivien soles. El nombre mitjà de persones vivint en cada habitatge era de 3,38 i el nombre mitjà de persones que vivien en cada família era de 3,87.
Per edats la població es repartia de la següent manera: un 36,1% tenia menys de 18 anys, un 8,8% entre 18 i 24, un 24% entre 25 i 44, un 19,6% de 45 a 60 i un 11,4% 65 anys o més.
L'edat mediana era de 29 anys. Per cada 100 dones de 18 o més anys hi havia 101,9 homes.
La renda mediana per habitatge era de 44.773 $ i la renda mediana per família de 45.833 $. Els homes tenien una renda mediana de 40.000 $ mentre que les dones 25.500 $. La renda per capita de la població era de 14.266 $. Entorn del 5,4% de les famílies i l'11,3% de la població estaven per davall del llindar de pobresa.

## Poblacions més properes
El següent diagrama mostra les poblacions més properes.